# Harcèlement
Pour les articles homonymes, voir Harcèlement (homonymie).

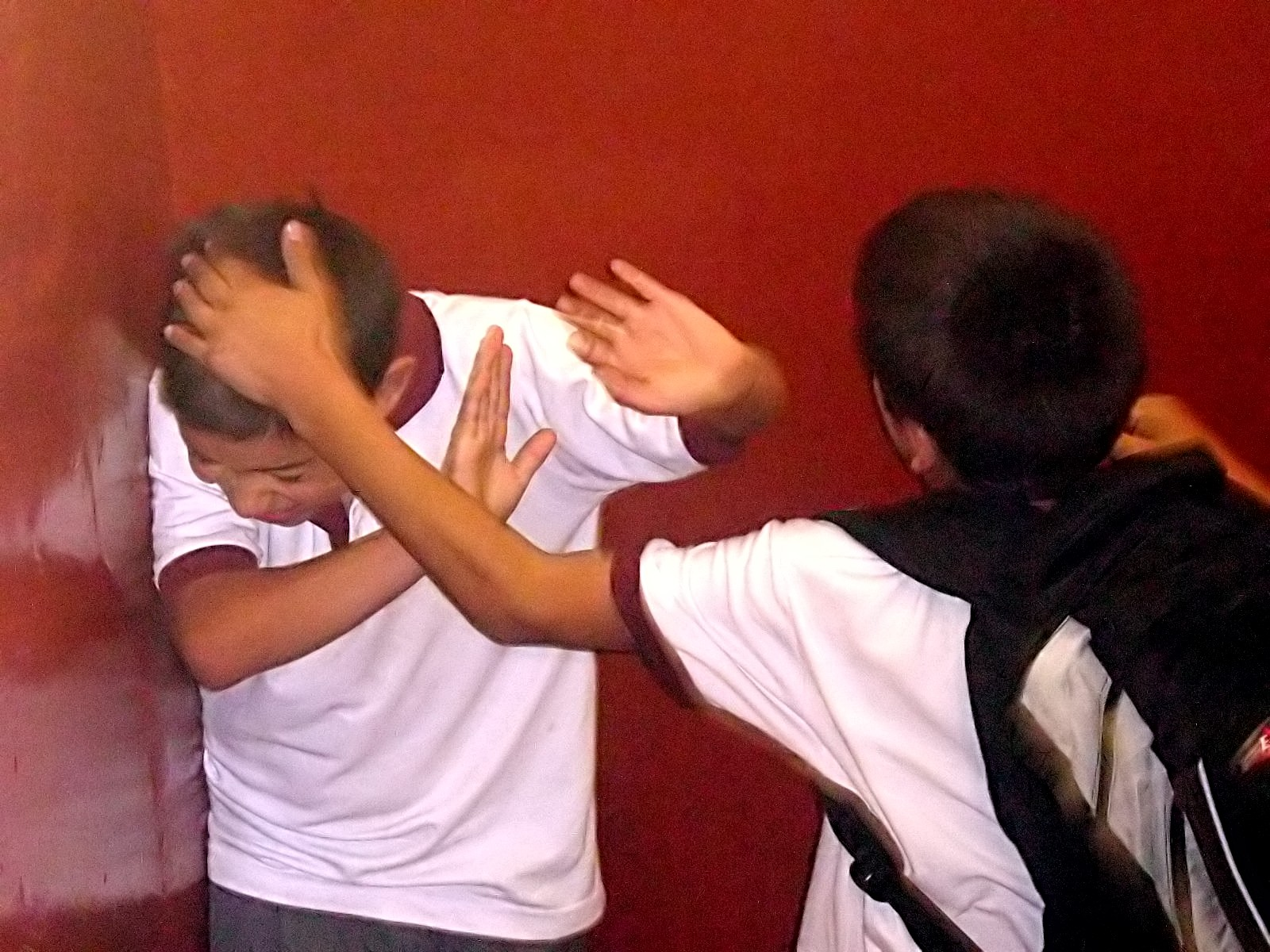
Chez les enfants, le harcèlement, notamment scolaire, est un frein au bien-être.

Le harcèlement est un mode de persécution consistant à enchaîner de façon répétée des agissements ou des paroles hostiles afin de démoraliser et d'affaiblir psychologiquement la personne qui en est la victime.
Ce type de comportement peut être habituel pour le harceleur, et viser le statut social ou l'intégrité physique de la victime. Le harcèlement constitue également une tactique de contrôle coercitif, déployée par un conjoint abusif dans un contexte de violence conjugale.
Il peut s'agir de harcèlement moral, comme des insultes ou des menaces, ou d'agressions physiques chez un ou plusieurs individus potentiellement discriminés sous prétexte de leur couleur de peau, religion, genre, orientation sexuelle ou autres différences comme les capacités physiques ou mentales[source insuffisante],.
Dans les cas les plus sévères, le harcèlement peut provoquer chez la victime des troubles de stress post-traumatique ainsi que des actes suicidaires.

## Définitions

### Commission canadienne des droits de la personne
Selon la Commission canadienne des droits de la personne, le harcèlement est une forme de discrimination physique ou verbale qui tend à persister et qui a pour effet de choquer ou humilier. Toutefois, les incidents ponctuels graves peuvent être considérés comme du harcèlement.

## Étymologie
Harceler provient de « herseler » en ancien français, terme diminutif de « herser » signifiant « tourmenter, malmener » (fin XIIe - XVe siècle ds T.-L. et Gdf), comme la herse tourmente et malmène la terre. Puis le mot devient harceler « soumettre sans répit à de petites attaques » (N. Perrot d'Ablancourt ds Rich. 1680)[réf. nécessaire].
Le mot « harcèlement » a été emprunté au vocabulaire de l’éthologie[réf. nécessaire]. C'est le comportement de « petits » animaux visant à faire fuir un « gros » prédateur par des attaques répétitives[réf. nécessaire]. Ce sont les hirondelles de rocher qui, en vol, se placent au-dessus du faucon pèlerin pour lui donner des coups de bec ; ce sont les mouettes tridactyles qui attaquent le pygargue à queue blanche, lorsque ce dernier, qui vient juste d’attraper un poisson dans ses serres, essaie de reprendre les airs ; ce sont aussi les troglodytes mignons qui élisent domicile juste au-dessus du nid de l’aigle royal et lui infligent des coups de bec lors de leurs passages. Si chez la majorité des animaux le harcèlement est l’attitude du « petit » qui attaque de manière répétitive le « gros », chez les humains, c’est bien souvent, mais pas toujours, le « dominant » qui agresse le « dominé »[réf. nécessaire].

## Causes
Plusieurs facteurs peuvent être à l'origine d'une situation de harcèlement.
- L'effet de meute: chez les animaux sociaux, l'intégration au sein d'un groupe déclenche et exacerbe la violence envers les individus perçus comme extérieurs à ce dernier, parfois sans que les individus impliquées n'en aient conscience.
- Harcèlement subi par l'agresseur: le harcèlement peut avoir pour origine un harcèlement dont le harceleur a lui-même été victime, ce qui lui fait reproduire cette violence.
- Discrimination: chez l'humain, une différence perçue, même insignifiante, est inconsciemment vécue comme une menace, à plus forte raison si la culture dominante entretient, voire encourage la marginalisation des personnes porteuses de cette différence.
- Domination: quand une personne sent son statut social menacé, elle peut être amenée à harceler les individus qu'elle voit comme une menace à ce dernier.
- Sadisme: certains individus tirent une jouissance dans la souffrance d'autrui, ce qui peut motiver un harcèlement.

## Types

### Violence conjugale
Le harcèlement survient souvent dans un contexte de violence conjugale, et est majoritairement employé par un homme contre une femme. Les professeurs Isabelle Côté et Simon Lapierre expliquent que le harcèlement peut être un outil de contrôle coercitif, et donc faire partie d’« une série de stratégies répétitives, certaines étant plus violentes et d’autres non, dont les effets cumulatifs doivent être analysés dans leur contexte plus large de domination ». Dans cette optique, un (ex-)conjoint abusif maintient son contrôle et sa domination et, ce faisant, prive son (ex-)conjointe de son autonomie, en recourant au harcèlement et à d’autres tactiques de contrôle coercitif, notamment le gaslighting, les menaces, le dénigrement et la violence physique et sexuelle,.

### Harcèlement scolaire
Le harcèlement scolaire ou « school-bullying » désigne un mode de persécution intentionnelle adoptée par un ou plusieurs élèves, de façon répétée et qui dure dans le temps au sein du milieu scolaire.
Le professeur et psychologue scandinave Dan Olweus est le premier à avoir mis en évidence cette forme de violence entre élèves. Il distingue trois caractéristiques: Répétition, intention de nuire et disproportion des forces.
Comme le désigne la pédopsychiatre Nicole Catheline, « pour qu’il y ait harcèlement, ces trois critères (intentionnalité, répétition et relation d’emprise) doivent être présent simultanément ». Il se différencie des autres formes de harcèlement du fait qu'il est un phénomène de groupe. Il y a, dans le harcèlement scolaire, un rapport de force.

Illustration du triangle de Karpman. Il est la base des jeux psychologiques. On y retrouve les rôles de persécuteur, victime et sauveur.

D'après Stephen Karpman (médecin psychiatre), le triangle dramatique ou « triangle de Karpman » est un triangle d'analyse transactionnelle représentant les relations entre trois rôles d’un jeu psychologique dangereux : persécuteur, sauveur et victime.
Celui ci sera repris par Jean Pierre Bellon et Bertrand Gardette, pour illustrer le harcèlement sous la forme de « relation triangulaire »: Les harceleurs, la (les) victime(s) et les pairs.
Ces derniers peuvent prendre plusieurs position.
Christina Salmivalli identifie trois sortes d'implication des pairs :
- les supporteurs : ceux qui vont être solidaire à l'attaquant ou qui soutiennent et encouragent la situation ;
- les outsiders : ceux qui sont témoins mais n'interviennent pas ;
- les défenseurs : ceux qui prennent position en faveur de la victime, en la soutenant et en dénonçant la situation.

Le phénomène de harcèlement scolaire se présente sous plusieurs formes :
- physique : coup, agression, racket, vol ;
- verbal : intimidations, insultes, menaces, moquerie, humiliation ;
- psychologique : exclusion, chantage, mise à l'écart ;
- virtuel : cyberharcèlement.

Le harcèlement puisse sa force dans le rejet de la différence et sur la stigmatisation: apparence physique, orientation sexuelle, handicap, sexe et identité de genre...
Les conséquences d’une telle dynamique à des effets à court et long terme pour les acteurs de la situation.
- Pour la victime, à court terme, ces situations peuvent devenir anxiogène et provoquer du stress, de l’anxiété voire des symptômes dépressifs. L’anxiété et le stress pourront, à leur tour, être responsable de difficulté de concentration, de trouble du sommeil, de contre-performance scolaire pouvant aller jusqu’au décrochage scolaire. La phobie scolaire, la perte de confiance en soi, l’isolement relationnel, le repliement, la dépression et le suicide peuvent aussi être les conséquences d’une telle situation de violence.
- À court terme pour le harceleur, les conséquences scolaires sont la marginalisation et l’échec scolaire car il se retrouve fragilisé par les exclusions et les sanctions. Le rapport relationnel avec les adultes est rompu.

L’impact psychique du harcèlement est de très longue durée et peut développer :
- chez la victime des troubles de la socialisation tels que des tendances dépressives, des difficultés d’adaptation en contexte professionnel, relationnel et amoureux, une vulnérabilité relationnelle ; on observe aussi des troubles psychiques tel que la dépression, une phobie sociale, des addictions (drogue, alcool, médicament) ;
- pour l’élève harceleur, des études menées par David P. Farrington et Maria M. Ttofi ont démontré qu’un tel comportement a aussi des répercussions à l’âge adulte tel que la délinquance, la dépression, des addictions et des troubles sociaux[14].

Pour enrayer ce phénomène, il semble important et nécessaire d'intervenir dès le plus jeune âge : le prévenir, le reconnaître et en connaître les risques et les dangers.
C'est le cas en France, avec le programme pHARe (programme de lutte contre le harcèlement) entré en vigueur, depuis la rentrée 2022 dans tous les établissements scolaires français.
Avec ce programme, le ministère de l'Éducation nationale souhaite que chaque établissement monte et forme sa propre équipe de lutte et de prévention contre le harcèlement.

### Mobbing
Le mobbing désigne une relation conflictuelle sur le lieu de travail, aussi bien entre collègues qu'entre supérieurs et subordonnés. La personne ciblée, la victime, est agressée de façon répétitive, systématique et pendant un certain temps, le but étant de l'exclure.

### Harcèlement au travail
Le harcèlement au travail est une conduite vexatoire qui se manifeste par des comportements, des paroles ou des gestes répétés qui sont hostiles ou non désirés, portent atteinte à la dignité ou à l’intégrité psychologique ou physique de la personne salariée ou rendent le milieu de travail néfaste.
Ariane Bilheran considère que le harcèlement au travail est le produit d'organisations du travail pathogènes, soit trop laxistes (absence de politique disciplinaire, etc.) soit trop autoritaires. Dans tous les cas, les individus se sentent souvent impunis.
Certaines associations d’aides aux victimes de harcèlement[Qui ?] préfèrent utiliser le terme de violence morale, pour insister sur l’aspect destructeur de ces actes pouvant aller jusqu'à conduire au suicide.

### Cyberharcèlement
Le cyberharcèlement est relatif au harcèlement qui a lieu sur les réseaux ou plateformes électroniques. Il fait aussi référence aux pratiques commerciales non sollicitées (tel le spam) et liées en particulier aux traces numériques des personnes et leur exploitation pour le ciblage comportemental.
Ce type de harcèlement est rendu d'autant plus destructeur par la persistances des traces, l'absence de frontières, le nombre généralement élevé de personnes impliquées, la difficulté à faire sanctionner les coupables, l'effet cockpit qu'implique l'utilisation d'un écran et le manque d'implication des plate-formes concernées pour résoudre le problème. De plus, il n'est pas rare qu'un harcèlement subi en ligne conduise à des agressions physiques.
De même, il est devenu monnaie courante sur certains réseaux que des fans harcèlent une personne en particulier avec l'envoi de multiples messages, pervers, ou simplement pour forcer un contact. Bien que les réseaux sociaux proposent des outils tels que le blocage ou le signalement, l'inefficacité de ces outils est régulièrement dénoncée. L'insistance à créer un contact, quand l'autre le refuse, est une atteinte à la liberté. Des messages répétés et insistants peuvent être une forme de harcèlement.

## Conséquences

### Pour l'agresseur
- Désensibilisation à la violence
- Manque d'empathie
- Délinquance

### Pour la victime
- Stress post-traumatique
- Phobie sociale
- Dépression
- Repli sur soi
- Autocensure
- Pratiques autodestructrices (TCA, automutilation, suicide)

## Législation par pays

### France

#### Harcèlement moral
Le harcèlement moral est expressément sanctionné par la loi en France (articles 222-33-2, 222-33-2-1, et 222-33-2-2 du code pénal), comme étant un délit spécifique depuis 2002.

« Le fait de harceler son conjoint, son partenaire lié par un pacte civil de solidarité ou son concubin par des propos ou comportements répétés ayant pour objet ou pour effet une dégradation de ses conditions de vie se traduisant par une altération de sa santé physique ou mentale est puni de trois ans d'emprisonnement et de 45 000 € d'amende lorsque ces faits ont causé une incapacité totale de travail inférieure ou égale à huit jours ou n'ont entraîné aucune incapacité de travail et de cinq ans d'emprisonnement et de 75 000 € d'amende lorsqu'ils ont causé une incapacité totale de travail supérieure à huit jours ou ont été commis alors qu'un mineur était présent et y a assisté.
Les mêmes peines sont encourues lorsque cette infraction est commise par un ancien conjoint ou un ancien concubin de la victime, ou un ancien partenaire lié à cette dernière par un pacte civil de solidarité. »

— Code pénal - Article 222-33-2-1

« Le fait de harceler une personne par des propos ou comportements répétés ayant pour objet ou pour effet une dégradation de ses conditions de vie se traduisant par une altération de sa santé physique ou mentale est puni d'un an d'emprisonnement et de 15 000 € d'amende lorsque ces faits ont causé une incapacité totale de travail inférieure ou égale à huit jours ou n'ont entraîné aucune incapacité de travail.
L'infraction est également constituée :
a) Lorsque ces propos ou comportements sont imposés à une même victime par plusieurs personnes, de manière concertée ou à l'instigation de l'une d'elles, alors même que chacune de ces personnes n'a pas agi de façon répétée ;
b) Lorsque ces propos ou comportements sont imposés à une même victime, successivement, par plusieurs personnes qui, même en l'absence de concertation, savent que ces propos ou comportements caractérisent une répétition. »

— Code pénal - Article 222-33-2-2

##### Au travail
« Le fait de harceler autrui par des propos ou comportements répétés ayant pour objet ou pour effet une dégradation des conditions de travail susceptible de porter atteinte à ses droits et à sa dignité, d'altérer sa santé physique ou mentale ou de compromettre son avenir professionnel, est puni de deux ans d'emprisonnement et de 30 000 € d'amende. »

— Code pénal - Article 222-33-2 
La notion de harcèlement au travail est instaurée en France par la loi de modernisation sociale du 17 janvier 2002, le harcèlement moral fait ainsi son entrée dans le code du travail et le code pénal.

Le harcèlement moral fait l'objet d'une loi spécifique en France en 2003, mais qui ne s'appliquait qu'aux salariés du secteur privé. En 2005, le Sénat étendait à la fonction publique l'interdiction des discriminations (qui figure désormais dans le Statut général, sans cependant aligner le statut des agents publics sur celui du privé en matière de harcèlement moral. C'est 11 ans après (11 juillet 2011), qu'un arrêt du Conseil d’État achève la transposition du droit communautaire et comble le vide juridique de la loi du 13 juillet 1983 portant Droits et obligations des fonctionnaires. Pour le conseil d'État en 2011 : 

« Aucun fonctionnaire ne doit subir les agissements répétés de harcèlement moral qui ont pour objet ou pour effet une dégradation des conditions de travail susceptible de porter atteinte à ses droits et à sa dignité, d'altérer sa santé physique ou mentale ou de compromettre son avenir professionnel. Aucune mesure concernant notamment le recrutement, la titularisation, la formation, la notation, la discipline, la promotion, l'affectation et la mutation ne peut être prise à l'égard d'un fonctionnaire en prenant en considération :
1. Le fait qu'il ait subi ou refusé de subir les agissements de harcèlement moral visés au premier alinéa ;
2. Le fait qu'il ait exercé un recours auprès d'un supérieur hiérarchique ou engagé une action en justice visant à faire cesser ces agissements ;
3. Ou bien le fait qu'il ait témoigné de tels agissements ou qu'il les ait relatés. 
 Est passible d'une sanction disciplinaire tout agent ayant procédé ou ayant enjoint de procéder aux agissements définis ci-dessus. (…) ; que ces dispositions ont procédé à la transposition pour la fonction publique des dispositions relatives à la lutte contre le harcèlement de la directive 2000/78/CE du Conseil du 27 novembre 2000 portant création d'un cadre général en faveur de l'égalité de traitement en matière d'emploi et de travail. »

Les sanctions, licenciements et autres « mesures discriminatoires » qui en découlent sont frappés de nullité. La loi s'applique à l'ensemble du monde du travail : secteur privé et administrations publiques, harcèlement hiérarchique et harcèlement entre collègues.
Il a souvent été invoqué depuis dans les affaires jugées par les conseils de prud'hommes, en particulier les procédures de licenciement. Nombre de salariés décrivent leur licenciement comme l'aboutissement d'un processus de harcèlement moral. Ils présentent au juge les avertissements reçus de la part de la direction faisant figure de preuves des pressions subies. Dans certains cas, les pièces sont flagrantes : suppression de téléphone, d'armoire de rangement, voire de bureau… D'autres sont plus délicates à apprécier.
Finalement, en 2003, seulement la moitié des 200 000 affaires portées à la connaissance des conseils de prud'hommes ont été jugées. Lorsque le harcèlement moral a été démontré, les salariés ont obtenu en moyenne l'équivalent de six mois de salaire en dommages-intérêts, par jugement ou transaction. Cependant, les juges sont restés en général plutôt prudents sur ces affaires et ont montré une appréciation restrictive de ce phénomène, écartant d'emblée cette qualification quand les faits avancés n'étaient pas précis ou non répétés.
Durant l'année juridictionnelle 2006, les conseils de prud'hommes ont traité 250 000 litiges.
Le plaignant doit matérialiser la persécution par des témoignages, comme une expertise du médecin du travail ou des courriers du harceleur et, au bilan les condamnations sont restées peu nombreuses, en moyenne un sur mille six cents dossiers, en 2003.
En 2006 des condamnations ont été prononcées dans un quart des affaires. Actuellement[Quand ?], les publications de spécialité estiment que deux millions de salariés sont victimes de harcèlement moral.

#### Harcèlement sexuel
Le harcèlement sexuel est sanctionné par l'article 222-33 du Code Pénal.
Cependant, l'Article 222-33 du Code Pénal a été abrogé, pour cause d'inconstitutionnalité, par la décision du Conseil constitutionnel du 4 mai 2012, le jugeant contraire au principe de légalité des délits et des peines.
Un nouvel article 222-33 du Code Pénal, reprenant cette incrimination, est entré en vigueur le 6 août 2018. Elle a été rédigée par le législateur dans une loi du 3 août 2018 pour combler ce vide juridique qu'avait causé l'abrogation immédiate du Conseil constitutionnel.

### Belgique
Après un long débat parlementaire, la Belgique promulgue le 11 juin 2002 une loi visant à protéger les travailleurs contre la violence, le harcèlement moral ou sexuel au travail. Cette loi insère, à cet effet, un nouveau chapitre dans la loi du 4 août 1996 relative au bien-être des travailleurs. Elle est applicable tant pour le secteur public que pour le secteur privé. Les dispositions légales, revues par la loi du 10 janvier 2007, définissent les notions de violence, de harcèlement moral et de harcèlement sexuel au travail, obligent les employeurs à effectuer une analyse des risques psychosociaux, à désigner un conseiller en prévention psychosociale, à définir des mesures de prévention et des procédures, à informer les travailleurs et à recueillir l'avis (voire l'accord) de leurs représentants… L'objectif du législateur est d'obliger les employeurs à mener une approche préventive et globale de la charge psychosociale au travail et d'inciter les personnes qui s'estiment l'objet de faits de violence ou de harcèlement à utiliser d'abord les procédures internes avant d'intenter des procédures judiciaires. Les dispositions légales sont complétées par un arrêté royal du 17 mai 2007 et, sur le plan judiciaire, par la loi du 6 février 2007.
La personne qui s'estime l'objet de violence ou de harcèlement jouit de deux protections majeures :
- une protection contre le licenciement et contre la modification unilatérale injustifiée de ses conditions de travail, afin de lui permettre notamment d'intenter une action en justice, d'oser exposer sa situation par le biais d'une plainte motivée ou son témoignage sans craindre des représailles professionnelles
- un partage de la charge de la preuve : si la victime établit devant le juge des faits qui permettent de présumer l'existence de faits de violence, de harcèlement moral ou sexuel au travail, il incombe alors à la personne mise en cause de prouver le contraire.

En cas de procédure judiciaire, les actions doivent en principe être portées devant le tribunal du travail (l'équivalent belge du conseil des prud'hommes) ou devant son président, ce dernier pouvant être saisi d'une action en cessation et prononcer des mesures provisoires. La loi du 6 février 2007 permet également au juge de suspendre l'examen de la cause afin de permettre à la procédure interne de se dérouler, lorsqu'elle existe et peut être appliquée légalement. Dans des cas plus graves, les tribunaux correctionnels sont parfois amenés à prononcer des condamnations pénales pour violation de l'article 442bis du Code pénal, qui réprime le harcèlement en général.
Au début des années 2020, la Chambre des représentants envisage d'inclure le harcèlement groupé en intégrant le caractère organisé du harcèlement dès 2026 à l'article 442bis du code pénal et ce après vingt ans d'indifférence à ce phénomène de la part des autorités policières.

### Suisse
En Suisse, le Tribunal fédéral retient, par jurisprudence constante, la définition suivante du harcèlement psychologique :

« L'art. 328 al. 1 CO impose à l'employeur de protéger et respecter, dans les rapports de travail, la personnalité du travailleur, et de manifester les égards voulus pour sa santé. Le harcèlement psychologique collectif, ou mobbing, contrevient à cette obligation. Il se définit comme un enchaînement de propos et/ou d'agissements hostiles, répétés fréquemment pendant une période assez longue, par lesquels un ou plusieurs individus cherchent à isoler, à marginaliser, voire à exclure une personne sur son lieu de travail. La victime est souvent placée dans une situation où chaque acte pris individuellement peut éventuellement être considéré comme supportable, alors que l'ensemble des agissements constitue une déstabilisation de la personnalité [...] »

Dans le cadre de la protection de l'art. 328 CO, les employés peuvent demander en justice :
1. Que des mesures préventives soient prises ;
2. Que l’atteinte à leurs droits cesse et donc que l’employeur prenne les mesures appropriées ;
3. Qu’une atteinte passée soit constatée[28].

### Canada

#### Harcèlement criminel
Le harcèlement criminel est le fait d'effectuer à l'égard d'une personne se sentant harcelée des actes qui l'amènent à craindre pour sa sécurité ou celle d'une de ses connaissances, tels que :

« a. suivre cette personne ou une de ces connaissances de façon répétée ;

b. communiquer de façon répétée, même indirectement, avec cette personne ou une de ses connaissances ;

c. cerner ou surveiller sa maison d'habitation ou le lieu où cette personne ou une de ses connaissances réside, travaille, exerce son activité professionnelle ou se trouve ;

d. se comporter d'une manière menaçante à l'égard de cette personne ou d'un membre de sa famille. »

— Article 264 du Code Criminel

Le Code criminel prévoit en outre deux infractions connexes au harcèlement criminel: les communications harcelantes et les communications indécentes.
(2) Commet une infraction quiconque, avec l’intention d’alarmer ou d’ennuyer quelqu’un, lui fait ou fait à toute autre personne une communication indécente par un moyen de télécommunication.
(3) Commet une infraction quiconque, sans excuse légitime et avec l’intention de harceler quelqu’un, communique avec lui de façon répétée ou fait en sorte que des communications répétées lui soient faites, par un moyen de télécommunication.

– Article 372 du Code criminel
Le droit criminel canadien ne prévoit pas d’infraction spécifique à la violence conjugale, dont les actes seront catégorisés sous des infractions déjà existantes, parmi lesquelles le harcèlement criminel. Les juristes Michaël Lessard et Romane Bonenfant considèrent que la criminalisation du harcèlement dans un contexte de violence conjugale a comme double objectif la préservation de la sécurité, et la prévention d’une escalade puisque le harcèlement est souvent un prédicateur de violences physiques, voire de fémicide,,.

#### Québec

##### Harcèlement psychologique
En vertu des lois sur les normes du travail au Québec, l'expression « harcèlement psychologique » désigne une conduite vexatoire qui se manifeste par des comportements, paroles, gestes répétés, hostiles et non désirés, ou encore par une seule conduite grave qui porte atteinte et a un effet nocif continu pour la personne.

## Psychanalyse
La psychanalyste Marie-France Hirigoyen définit le harcèlement moral comme une « conduite abusive qui se manifeste notamment par des comportements, des paroles, des gestes, des actes, des écrits pouvant porter atteinte à la personnalité, à la dignité ou à l’intégrité physique ou psychologique d’une personne ».
La psychanalyste Marie-France Hirigoyen définit la violence psychologique comme étant constituée de paroles ou de gestes qui ont pour but de déstabiliser ou de blesser l’autre mais aussi de le soumettre, de le contrôler de façon à garder une position de supériorité.